# 国際水路機関

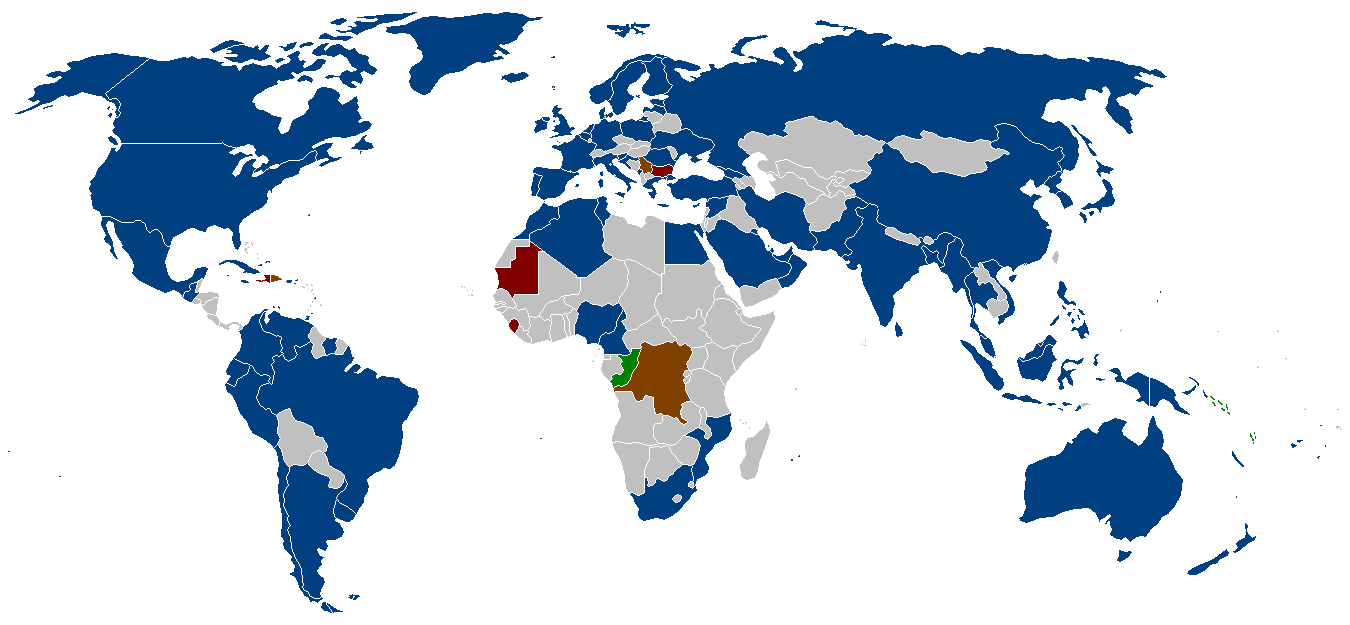
加盟国
加盟承認待ち
加盟申請中

国際水路機関（こくさいすいろきかん、英: International Hydrographic Organization、IHO）は、1967年に採択された国際水路機関条約に基づき、海図などの改善により航海を容易かつ安全にすることを目的に設立された国際機関。本部所在地はモナコ。IHO は大洋水深総図の作成に参画している。世界の海域の境界と名称を記載した『大洋と海の境界』の編集・出版も手がける。これらの出版は英語、フランス語、スペイン語で行われている。

## 概要
IHOは、航海の安全に資するため、水路図誌の表記統一や各国の水路機関の協力調整、海図作成技術や水路学の研究を行っている。1921年に設立された国際水路局（International Hydrographic Bureau,IHB）を前身とし、1970年に現在の組織に再編された。海洋学者としても知られたモナコ大公・アルベール1世の招聘を受けて、IHBの本部はモナコにおかれた。
IHB の原加盟国は18カ国。アルゼンチン、ベルギー、ブラジル、イギリス＝オーストラリア、チリ、中華民国、デンマーク、フランス、ギリシア、日本、モナコ、オランダ、ノルウェー、ペルー、ポルトガル、シャム(タイ王国)、スペイン＝スウェーデン、エジプト。原加盟国にロシア帝国はないものの、IHB の必要性を検討する会議は1908年と1912年にサンクトペテルブルクで開かれている。イタリアとアメリカ合衆国は1922年に加盟。
総会として、5年に一度、国際水路会議(International Hydrographic Conference)を開催している。

## IHOにおける日本海呼称問題
IHOが発行する「大洋と海の境界」（Special Publication No.23、通常「S-23」と呼ばれる。）の第3版（現行版・1953年策定）における日本海の表記は「Japan Sea」である（Sea of Japanではないことに注意）。1986年には第4版を製作するため加盟国の投票が行われたが否決された
しかし、大韓民国は1997年の第15回IHO総会において「日本海」の名称は『日本帝国主義の残滓である』とし、S-23におけるJapan Seaを、韓国が使用する「東海（トンへ）」に変更するように要求し始めた。これに対して、日本国政府代表団は直ちに日本海の正当性を伝えるとともに、韓国側の主張する「東海」には理論的、また歴史的にも根拠がない名称である事を理由に挙げて反対した。
2002年4月の第16回IHO総会において、韓国は改めてS-23における「東海」の併記を求めた。同年8月のIHO理事会 (IHB) は、日本海の名称について、「高度な政治性を有し、日韓両国の調整がつかない」として、日本海部分を含まない形（日本海部分の白紙化）での改訂版最終稿を加盟国に配布し、同最終稿への賛否の投票を求めた。日本政府はIHO理事会に対して直ちに反論するとともに、IHO参加国に対して日本海が国際的に広く認知されている事実とともに、韓国の主張の矛盾点を詳細に報告、国際名称として既に確立された名称を安易な形で変更する事は、今後の悪しき前例になると主張した。
また日本海呼称問題が、このニュースによって多くの人々に理解される結果となった。2002年9月にIHO理事会の理事国がギリシャ、アメリカ、チリに変わると、理事会は「加盟国から改訂版最終稿の内容に根本的な影響を及ぼすコメントを受領し、また、加盟国が投票することの意味合いについて、説明を要する多くの質問が寄せられた。加えて、理事会は、IHOの技術的目的を越える問題に直面している」との談話を発表し、同改訂版最終稿（日本海の白紙化）を撤回した。
IHO加盟国は「大洋と海の境界(S-23)」の第3版が、既に策定後50年以上もたっていることから改訂を求めているが、2007年と2012年の第17回・第18回IHO総会でも、日本海呼称問題に対する日韓の対立が埋まらず、第4版への改訂は先送りとなっており、「Japan Sea」が単独表記された第3版のまま維持されている。

### 「大洋と海の境界」s-23 第4版	(2002)草稿の詳細
IHOは、s-23の改訂版である第４版の草稿を2002年6月に作成し,2002年8月にIHOの加盟国に送付したが、2002年9月の国際水路局(IHB)理事会は、これを承認しないままになっている。したがって、この文書は作業文書に過ぎない。文書は以下である。
- LIMITS OF OCEANS AND SEAS, 4th Edition, June 2002, Final Draft Special Publication No.23, INTERNATIONAL HYDROGRAPHIC BUREAU, INTERNATIONAL HYDROGRAPHIC ORGANIZATION(IHO)

この作業文書（全249ページ）では、海域の番号は、第3版（1953年）における通し番号とは異なり、地球上の10の主海域ごとに主コード番号を割り振り、その中で地域海域の枝コード番号を付ける方式となっている。
北太平洋の主番号は、「7」であり（CHAPTER 7	NORTH PACIFIC OCEAN）、日本周辺の地域海域のコード番号（7.1, 7.4.1 など）は次のようになっている。
CHAPTER 7 NORTH PACIFIC OCEAN AND ITS SUB-DIVISIONS（北太平洋とその地域海域） （ページ7-1　から 7-27）
- 7.1 PHILIPPINE SEA（フィリピン海）
- 7.2 T'AI-WAN STRAIT（台湾海峡）
- 7.3 EAST CHINA SEA（東シナ海）
- 7.4 YELLOW SEA（黄海）
  - 7.4.1 BO HAI（渤海）
  - 7.4.2 LIAODONG WAN（遼東湾）
- 7.5 SETO NAIKAI（瀬戸内海）
- （7.6） （白紙　7-16ページ、7-17ページの2ページ）
  - 7.6.1 TATARSKIY PROLIV（タタール海峡）
- 7.7 SEA OF OKHOTSK（オホーツク海）

上記のコートとこれらの海域を示した地図（全体図ページ7-1および詳細図7-4, 7-10,7-12, 7-14, 7-19）から、日本海に割り当てられるべきコードが 7.6 であることは明白である。しかし、7-16ページ、7-17ページの2ページは完全な空白となっており、なんらの名称が記載されていない状態となっている。

## 世界水路の日
国際水路機関は、船舶交通の安全性強化や海洋環境保全の促進の取り組みにおける水路業務や水路技術の重要性を、加盟国が広く一般に啓発するために、6月21日を世界水路の日としている。世界水路の日は2005年11月の国連総会で採択され、国際水路機関の設立日を記念して6月21日とされた。

## 加盟国一覧
50音順
- アイスランド
- アメリカ合衆国
- アラブ首長国連邦
- アルジェリア
- アルゼンチン
- イギリス
- イタリア
- イラン
- インド
- インドネシア
- ウクライナ
- ウルグアイ
- エクアドル
- エジプト
- エストニア
- オーストラリア
- オマーン
- オランダ
- カナダ
- キプロス
- キューバ
- ギリシャ
- グアテマラ
- クウェート
- クロアチア
- コロンビア
- コンゴ民主共和国
- ジャマイカ
- シリア
- シンガポール
- スウェーデン
- スペイン
- スリランカ
- スリナム
- セルビア・モンテネグロ
- タイ
- 大韓民国
- 中華人民共和国
- チュニジア
- 朝鮮民主主義人民共和国
- チリ
- デンマーク
- ドイツ
- ドミニカ共和国
- トリニダード・トバゴ
- トルコ
- トンガ
- ナイジェリア
- 日本
- ニュージーランド
- ノルウェー
- バーレーン
- パキスタン
- パプア・ニューギニア
- バングラデシュ
- フィジー
- フィリピン
- フィンランド
- ブラジル
- フランス
- ベネズエラ
- ペルー
- ベルギー
- 南アフリカ共和国
- ミャンマー
- メキシコ
- モザンビーク
- モナコ
- モロッコ
- ポーランド
- ポルトガル
- ロシア連邦

## 参照
1. ↑  国際水路機関条約 (PDF)  外務省
2. ↑  IHO Secretariat Staff IHO
3. ↑  日本国外務省 (2016年11月). “国際水路機関（IHO）での取り組み”. 2017年5月30日閲覧。
4. 1 2 3 4  IHO. “About the IHO”. 2017年5月30日閲覧。
5. ↑  金澤輝雄. “国際水路機関の現状と将来（組織改革）” (PDF).   日本測量者連盟. 2017年5月30日閲覧。
6. ↑   International Hydrographic Organization、 "Limits of Oceans and Seas" (Special Publication No.23)、3rd Edition 1953（英語版）、p.32, 「52. Japan Sea」の項
7. ↑   図面上の番号、52の範囲
8. ↑  “6月21日は「世界水路の日」” (PDF).  海上保安庁 (2009年6月15日). 2017年11月20日閲覧。